# Stazione di Ficarazzi

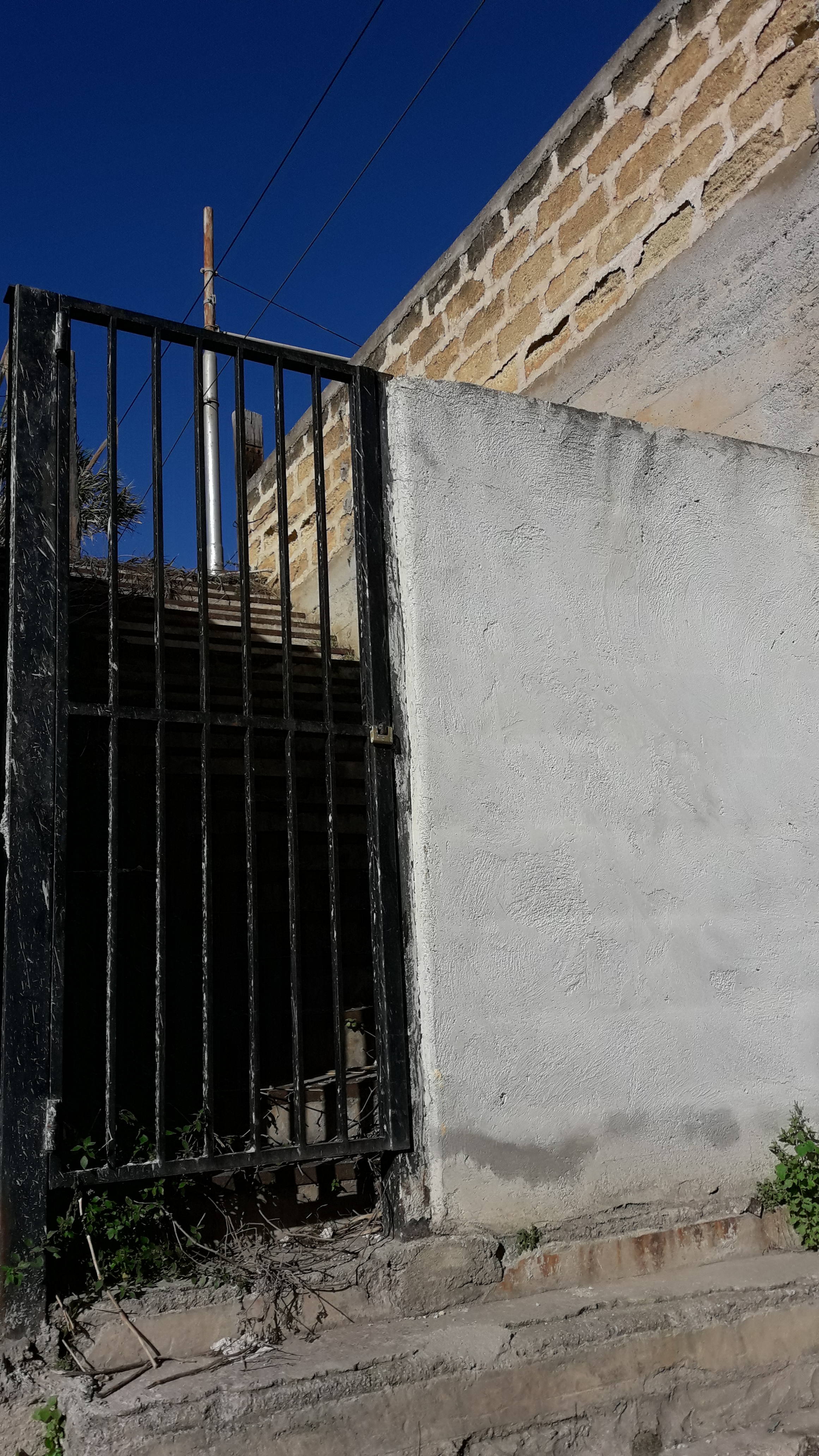
Scalinata della vecchia stazione di Ficarazzi in via Roma

La stazione di Ficarazzi è una fermata ferroviaria posta al Km. 9+270 sulla tratta comune alle linee Palermo-Messina, Palermo-Agrigento e Palermo-Catania, a servizio dell'omonimo comune.

## Storia
La fermata fu attivata il 14 dicembre 2009.
In passato, esisteva un'altra fermata ferroviaria a Ficarazzi (in via Roma) ma che fu soppressa nel 1966. 
Della vecchia stazione oggi è rimasta soltanto una scalinata.
Da allora fino al 2003 l'utenza ficarazzese ha usufruito della già esistente e vicina stazione di Villabate-Ficarazzelli, che è stata però dismessa nel 2005.

## Descrizione e movimento
La fermata, dotata di obliteratrici e bacheca con orario dei treni, è servita principalmente dai treni regionali sulla relazione Palermo–Termini Imerese, con frequenza oraria.

## Servizi
La stazione è fornita di 
- Parcheggio
- Accessibilità per portatori di handicap